# Medicinale paddenstoel
Een medicinale paddenstoel is een paddenstoel of een extract van een paddenstoel die wordt gebruikt of onderzocht als mogelijke behandelingen voor ziekten. Sommige delen van paddenstoelen, met inbegrip van polysachariden, glycoproteïnen en proteoglycanen, beïnvloenden reacties van het immuunsysteem en remmen de tumorgroei.
Momenteel worden verschillende extracten wijdverbreid gebruikt in Japan, Korea en China, als adjuvante behandelingen bij bestraling en chemotherapie.

## Eetbare soorten
- Agaricus bisporus
- Agaricus subrufescens
- Agrocybe aegerita
- Auricularia auricula-judae
- Boletus edulis
- Coprinus comatus
- Flammulina velutipes
- Grifola frondosa
- Hericium erinaceus
- Lentinula edodes
- Morchella esculenta
- Pleurotus eryngii
- Pleurotus ostreatus
- Sparassis crispa
- Tremella fuciformis
- Tremella mesenterica
- Tricholoma matsutake